# Ukrainische Frauen-Handballnationalmannschaft
Die ukrainische Frauen-Handballnationalmannschaft vertritt die Ukraine bei internationalen Turnieren im Frauenhandball.
Die seit 1992 bestehende ukrainische Nationalmannschaft feierte bislang den Gewinn von zwei Medaillen bei internationalen Wettkämpfen, nämlich einen 2. Platz bei den Europameisterschaften und einen 3. Platz bei den Olympischen Spielen. Hinzu kommt ein vierter Platz bei den Weltmeisterschaften.

## Platzierungen bei Meisterschaften

### Weltmeisterschaften
- Weltmeisterschaft 1995: 09. Platz
- Weltmeisterschaft 1999: 13. Platz
- Weltmeisterschaft 2001: 18. Platz[1]
- Weltmeisterschaft 2003: 04. Platz
- Weltmeisterschaft 2005: 10. Platz[2]
- Weltmeisterschaft 2007: 13. Platz
- Weltmeisterschaft 2009: 17. Platz
- Weltmeisterschaft 2023: 23. Platz
Team: Julija Andrijtschuk (6/19), Judit Baloh (4/0), Olessja Djatschenko (6/6), Mariia Gladun (6/0), Jewhenija Kohutsch (3/1), Karina Kolodjuk (5/8), Iryna Kompaniiets (6/4), Maryna Konowalowa (4/16), Kateryna Kosak (6/6), Marjana Markewytsch (6/11), Anastassija Melekeszewa (3/1), Andriana Naumenko (5/7), Tetjana Poljak (6/9), Iryna Prokopjak (6/5), Wiktorija Saltanjuk (5/0), Milana Schukal (6/18), Tamara Smbatjan (6/25), Karina Soskyda (5/5)[3]
Trainer: Witalij Andronow

### Europameisterschaften
- Europameisterschaft 1994: 11. Platz
- Europameisterschaft 1996: 09. Platz
- Europameisterschaft 1998: 07. Platz
- Europameisterschaft 2000: 02. Platz
- Europameisterschaft 2002: 12. Platz
- Europameisterschaft 2004: 06. Platz
- Europameisterschaft 2008: 10. Platz
- Europameisterschaft 2010: 12. Platz
- Europameisterschaft 2012: 14. Platz
- Europameisterschaft 2014: 16. Platz
- Europameisterschaft 2024: 23. Platz

- Judit Baloh, Sofija Besrukowa, Lilija Horilska, Karyna Kolodjuk, Iryna Kompanijez, Kateryna Kosak, Wanessa Lakatosch, Olha Makarenko, Neteli Minissalje, Andrijana Naumenko, Walerija Nesterenko, Marija Poljak, Iryna Prokopjak, Ljubow Rossocha, Wiktorija Saltanjuk, Tamara Smbatjan, Karina Soskyda, Anastassija Tkatsch; Trainer: Borys Tschyschow

### Olympische Spiele
- Olympische Spiele 2004: 03. Platz

## Kader: EM 2024
Judit Baloh (Vasas Budapest), Wiktorija Saltanjuk (KPR Gminy Kobierzyce), Marija Poljak (HK Halytschanka Lwiw), Olha Makarenko (Spartak Kiew), Anastassija Tkatsch (HK Halytschanka Lwiw), Iryna Kompanijez (IUVENTA Michalovce), Wanessa Lakatosch (HK Halytschanka Lwiw), Walerija Nesterenko (HK Karpaty Uschhorod), Karina Soskyda (IUVENTA Michalovce), Sofija Besrukowa (Házená Kynžvart), Ljubow Rossocha (Kisvárdai KC), Tamara Smbatjan (Alba Fehérvár KC), Neteli Minissalje (Spartak Kiew), Kateryna Kosak (HK Halytschanka Lwiw), Lilija Horilska (Budaörs Handball), Karina Kolodjuk (HK Karpaty Uschhorod), Andriana Naumenko (HC Zalău), Iryna Prokopjak (HK Halytschanka Lwiw)e)

## Bekannte ehemalige Nationalspielerinnen
Julija Manaharowa, Olena Resnir, Natalija Derepasko und Natalija Ljapina.

## Nationaltrainer
- 1992–1993: Ihor Turtschyn
- 1993–1994: Sinajida Turtschyna
- 1995–1997: Leonid Ratner (Леонід Анатолійович Ратнер)
- 1998–2001: Leonid Jewtuschenko (Леонід Макарович Євтушенко)
- 2002–2007: Leonid Ratner
- 2008–2011: Leonid Jewtuschenko
- 2011–2015: Leonid Ratner
- 2015–2016: Borys Petrowskyj (Борис Анатолійович Петровський)
- 2016–2019: Borys Tschyschow (Борис Миколайович Чижов)
- seit 2019: Natalija Ljapina

## Spiele gegen Nationalmannschaften deutschsprachiger Länder
Alle Ergebnisse aus ukrainischer Sicht.

### Deutschland
| Datum             | Ort              | Ergebnis      | Anlass                               |
| 19. Dezember 2004 | Ungarn           | 24:25 (14:14) | Europameisterschaft-Spiel um Platz 5 |
| 15. Dezember 2005 | Sankt Petersburg | 26:29 (15:16) | Weltmeisterschaft-Hauptrunde         |
| 02. Dezember 2007 | Nantes           | 21:26 (12:17) | Weltmeisterschaft-Vorrunde           |
| 21. November 2008 | Cluj             | 31:30 (12:15) | Karpatenpokal in Rumänien            |
| 10. Dezember 2010 | Larvik           | 33:23 (15:10) | Europameisterschaft-Vorrunde         |

### Österreich
Bisher gab es noch keine Länderspiele gegen die österreichische Auswahl.

### Schweiz
Bisher gab es noch keine Länderspiele gegen die Schweizer Auswahl.